# Шелфов ледник
Шелфов ледник е дебела плаваща платформа от лед, която се образува на мястото, където ледник или леден щит тече от бреговата линия към повърхността на морето.
Срещат се само в Антарктика, Гренландия, Канада и Русия. Дебелината на тези ледници е от 100 до 1000 метра.
За разлика от шелфовия лед морският лед, който се образува върху водата, е доста по-тънък (обикновено под 3 m дебел) и се образува из целия Северен ледовит океан. Среща се и в Южния океан около Антарктика.
Шлефовите ледници се задвижват от гравитационното налягане от леда на сушата. Потокът на леда постоянно го движи към морето. Основният механизъм за загуба на маса от шелфовите ледници дълго време се счита, че е отчупването на айсберги. Въпреки това, изследване на НАСА и университетски изследователи, публикувано през 2013 г., твърди, че океанските води, разтапящи долните страни на антарктическите шелфови ледници, са отговорни за по-голямата част от загубите на ледена маса от шелфовите ледници на континента.
Обикновено шелфовият ледник се разпростира напред в продължение на години или десетилетия между събитията на големи отцепвания. Натрупването на сняг върху повърхността и разтопяването от долната му страна също са важна част от баланса на масата му. Лед може да се натрупва и от долната страна на ледника. Плътностният контраст между ледниковия лед и течната вода сочи, че от 1/9 до 1/6 от плаващия лед е над повърхността на водата – в зависимост от това колко въздух се съдържа при какво налягане в балончетата в леда.
Най-големите шелфови ледници на света са Рос и Филхнер в Антарктика.

## Антарктически шелфови ледници
Общо 74% от бреговата линия на Антарктика има шелфови ледници. Тяхната обща площ е над 1 550 000 km2. Изследване от 2018 г. установява, че локалното изтъняване на леда води до увеличение на ледения поток на стотици километри. Натрупването на сняг удебелява ледника, но топлите води разтопяват основата на ледника и масата му намалява, въпреки добавения сняг.

## Канадски шелфови ледници
Всички канадски шелфови ледници са свързани с остров Елисмиър и лежат северно от 82° северна ширина. Шелфови ледници, които все още съществуват там, са Алфред Ърнест, Милне, Уорд Хън и Смит. Ледниците Айлс и Маркам се разпадат съответно през 2005 и 2008 г.

## Руски шелфови ледници
Матусевич е шелфов ледник с площ 222 2, разположен в архипелага Северна земя. През 2012 г. прекратява съществуването си.

## Разпадане на шелфовите ледници
През последните няколко десетилетия глациолозите наблюдават последователно намаляване на площта на шелфовите ледници чрез топене, отчупване и напълно разпадане при някои.
Елсмиърският шелфов ледник се е смалил с 90% през 20 век, оставяйки отделни, по-малки ледници след себе си. Изследване от 1986 г. на канадските шелфови ледници намира, че 48 km2 (3,3 km3) лед се е отчупил от ледниците Милне и Айлс между 1959 и 1974 г. Шелфовият ледник Айлс се отчупва напълно на 13 август 2005 г. Ледникъ Уорд Хънт, най-голямата останала част от дебел (>10 m) лед по северната брегова линия на остров Елсмиър, губи 600 km2 лед по време на масивно отчупване през 1961 – 1962 г. По-нататък намалява с 27% на дебелина между 1967 и 1999 г. През лятото на 2002 г. шелфовият ледник Уорд претъпява друго голямо отчупване, последвано от нови отчупвания през 2008 и 2010 г.
Две части от антарктическия шелфов ледник Ларсен се отчупват на хиляди необичайно малки фрагменти през 1995 и 2002 г.
Събитията на отчупване може би са свързани с драстичното полярно затопляне, което е част от глобалното затопляне. Основните идеи включват повишено трошене на ледовете, поради разтопяване на леда на повърхността и повишено топене на долната страна, вследствие на по-топлите океански води под плаващия лед.
Въпреки че се смята, че разтопяването на плаващия ред не би причинило покачване на морското равнище, технически би имало малко покачване, тъй като морската вода е около 2,6% по-плътна от сладката вода, а шелфовите ледници са почти изцяло сладководни. Поради тази причина нужната морска вода за да се измести плаващ лед е малко по-малка от обема на сладката вода, съдържаща се в плаващия лед. Следователно, когато маса плаващ лед се разтопи, морското ниво се покачва. Обаче, този ефект е достатъчно малък, че дори ако всичкият плаващ лед и всички шелфови ледници се разтопят, съответстващото покачване на морското равнище ще бъде около 4 cm.
Ако шелфовите ледници се разтопят достатъчно и спрат да се опират на малки острови и други препятствия близо до бреговата линия, то потокът на ледниците от континента към морето би се улеснил и тяхното движение би се ускорило. Този нов източник на лед върху повърхността на морето би изместил повече вода и така би допринесъл допълнително за повишаването на морското равнище.